# Henry Abbot (martyr)
Pour les articles homonymes, voir Abbot.
Henry Abbot, né dans le East Riding à une date inconnue et mort martyr le 4 juillet 1597, est un laïc anglais exécuté pour activités missionnaires catholiques. 

## Biographie
Nous connaissons peu de choses sur la vie d'Henry Abbot si ce n'est qu'il s'était converti à la foi catholique et qu'il en était un ardent promoteur. Il fut piégé par un prêtre anglican qui prétendait vouloir se faire catholique. Arrêté en novembre 1596 pour avoir organisé une rencontre entre ce prêtre et un prêtre catholique chez un autre laïc catholique du nom de Esquire Stapleton, il est gardé plusieurs mois en prison dans l'espoir qu'il revienne à la religion anglicane, ce qu'il refuse. Il est finalement convaincu de trahison et exécuté,. L'accompagnent sur la potence William Andleby, un prêtre, Thomas Warcop et Edward Fulthrop deux autres laïcs.

## Vénération
Reconnu comme un martyr catholique, il est béatifié en 15 décembre 1929 par le pape Pie XI. Vénéré par l'Église catholique il est fêté le 4 juillet et est compté dans la liste des Cent sept martyrs d'Angleterre et du pays de Galles.

## Voir également